# ای‌بی سه‌پایه
ای‌بی سه‌پایه یک ستاره است که در صورت فلکی سه‌پایه قرار دارد.